# Dwergwier
Dwergwier (Elachista fucicola) is een bruinwiersoort uit het geslacht Elachista. Deze soort komt voor in West-Europa.

## Beschrijving
Dwergwier is een zeer merkwaardig wiertje, dat de vorm heeft van een klein kussentje, waaruit een grote bundel celdraden van 1 cm lengte steekt. Daardoor lijkt dwergwier een beetje op een donker pluisje met een harde kern. Deze algensoort is licht- tot meestal donkerbruin van kleur.